# Planocefalozaur
Planocephalosaurus – gad z rzędu sfenodontów, występujący 220 mln lat temu, w późnym triasie na terenie obecnej Anglii. Wielkość: ok. 20 cm.
Źródło:
- Encyklopedia Dinozaurów wydawnictwo >DEBIT<